# Psychomyiidae
De Psychomyiidae zijn een familie van schietmotten (Trichoptera).

## Onderfamilies
- Paduniellinae
- Psychomyiinae

## In Nederland waargenomen soorten
- Genus: Lype
  - Lype phaeopa
  - Lype reducta
- Genus: Psychomyia
  - Psychomyia pusilla
- Genus: Tinodes
  - Tinodes assimilis
  - Tinodes pallidulus
  - Tinodes rostocki
  - Tinodes unicolor
  - Tinodes waeneri